# THE SHOW MUST GO ON
『THE SHOW MUST GO ON』（ザショーマストゴーオン）は、筋肉少女帯の16枚目のアルバム。2014年10月8日発売。

## 概要
オリジナルアルバムとしては『蔦からまるQの惑星』以来4年4ヶ月ぶり。『初回限定盤』、『通常版』の2形態でリリースされた。
ジャケットには、江戸川乱歩の小説『蜘蛛男』（ポプラ社）の表紙イラストが使われている。
初回限定盤にはDVDが付属し、2014年4月12日にTSUTAYA O-EASTで行われたライブから、初映像化となる7曲が収録されている。
初回限定盤と通常版の初回プレス分に筋少トレンディングカード（全5種のうち1種がランダム）と握手券の参加応募券が封入。
今作は筋肉少女帯の作品としては『レティクル座妄想』以来20年半ぶりにオリコンチャートでTOP10入りとなった。

## 収録曲

### Disc 1 / CD
| 全作詞: 大槻ケンヂ（#8、作詞: EDITH PIAF）、全編曲: 筋肉少女帯。 |                                                                           |                                     |                    |      |
| #                                                                | タイトル                                                                  | 作詞                                | 作曲               | 時間 |
| 1.                                                               | 「オーディエンス・イズ・ゴッド」                                          | 大槻ケンヂ （#8、作詞: EDITH PIAF） | 本城聡章           | 4:18 |
| 2.                                                               | 「労働讃歌」(大槻が楽曲提供したももいろクローバーZの同曲をセルフカバー。) | 大槻ケンヂ （#8、作詞: EDITH PIAF） | Ian Parton         | 4:58 |
| 3.                                                               | 「ゾロ目」                                                                | 大槻ケンヂ （#8、作詞: EDITH PIAF） | 橘高文彦           | 4:14 |
| 4.                                                               | 「霊媒少女キャリー」                                                      | 大槻ケンヂ （#8、作詞: EDITH PIAF） | 橘高文彦           | 4:43 |
| 5.                                                               | 「ムツオさん」                                                            | 大槻ケンヂ （#8、作詞: EDITH PIAF） | 内田雄一郎         | 5:38 |
| 6.                                                               | 「みんなの歌」                                                            | 大槻ケンヂ （#8、作詞: EDITH PIAF） | 大槻ケンヂ         | 4:17 |
| 7.                                                               | 「月に一度の天使 (前半)」                                                 | 大槻ケンヂ （#8、作詞: EDITH PIAF） | 大槻ケンヂ         | 4:29 |
| 8.                                                               | 「愛の讃歌」(訳詞: 岩谷時子)                                              | 大槻ケンヂ （#8、作詞: EDITH PIAF） | Margueritte Monnot | 5:17 |
| 9.                                                               | 「月に一度の天使 (後半)」                                                 | 大槻ケンヂ （#8、作詞: EDITH PIAF） | 大槻ケンヂ         | 3:47 |
| 10.                                                              | 「恋の蜜蜂飛行」                                                          | 大槻ケンヂ （#8、作詞: EDITH PIAF） | 橘高文彦           | 4:02 |
| 11.                                                              | 「吉原炎上」                                                              | 大槻ケンヂ （#8、作詞: EDITH PIAF） | 本城聡章           | 4:23 |
| 12.                                                              | 「気もそぞろ」                                                            | 大槻ケンヂ （#8、作詞: EDITH PIAF） | 本城聡章           | 4:31 |
| 13.                                                              | 「ニルヴァナ」                                                            | 大槻ケンヂ （#8、作詞: EDITH PIAF） | 本城聡章           | 3:52 |
| 合計時間:                                                        | 合計時間:                                                                 | 合計時間:                           | 58:29              |      |

### Disc 2 / 初回限定盤DVD
| #         | タイトル                                    | 作詞  | 作曲・編曲 | 時間 |
| --------- | ------------------------------------------- | ----- | ---------- | ---- |
| 1.        | 「ゾロ目」(MUSIC VIDEO)                     |       |            | 4:12 |
| 2.        | 「ペテン」                                  |       |            | 4:49 |
| 3.        | 「鉄道少年の憩」                            |       |            | 3:55 |
| 4.        | 「飼い犬が手を噛むので」                    |       |            | 4:15 |
| 5.        | 「ベティー・ブルーって呼んでよね」          |       |            | 3:08 |
| 6.        | 「モコモコボンボン (Vo.内田 Ba.大槻 Ver.)」 |       |            | 4:56 |
| 7.        | 「リテイク」                                |       |            | 7:30 |
| 8.        | 「ヘドバン発電所」                          |       |            | 5:09 |
| 合計時間: | 合計時間:                                   | 37:54 |            |      |

## 演奏者
- 大槻ケンヂ - ボーカル
- 橘高文彦 - ギター
- 本城聡章 - ギター
- 内田雄一郎 - ベース
- 長谷川浩二 - ドラム(サポート)
- 三柴理 - キーボード(サポート)
- 浜崎容子（アーバンギャルド） - ゲストボーカル
- 扇愛奈（扇愛奈とFoo-Shah-Zoo） - ゲストコーラス
- K〜（Zig+Zag） - ゲストコーラス
- Nozomi（Perpetual Dreamer） - ゲストコーラス